# دستور حالت
دستور زبان حالت (به انگلیسی: Case grammar) سامانه‌ای برای تحلیل زبان است، که روی پیوند بین ظرفیت یک فعل (یا تعداد فاعل، مفعول و غیره) و بافت دستوری که آن فعل نیاز دارد، تمرکز می‌کند. این سامانه توسط یک زبان‌شناس آمریکایی به نام چارلز جی فیلمور، و در زمینه دستور زبان گشتاری (۱۹۶۸) ساخته شده‌است. این نظریه «ساختار نحوی سطحی» جمله را تحلیل می‌کند و روش آن مطالعه ترکیب «حالت‌های عمیق» مورد نیاز یک فعل خاص است (مثلاً نقش‌های معنایی - کنشگر، مفعول، ذی‌نفع، محل، یا ابزار). برای مثال، فعل «تحویل داد» نیاز به یک «کنشگر(A) و یک مفعول (O)، و یک ذی‌نفع (B) دارد؛ مثلاً «جعفر(A) به مدرسه(B) پول(O) تحویل داد».
بر اساس نظر فیلمور، هر فعل تعدادی حالت عمیق را انتخاب می‌کند، و مجموع این حالت‌ها، قاب حالتی (به انگلیسی: case frame) آن فعل را می‌سازند. از این رو یک «قاب حالتی» جنبه‌های مهمی از «ظرفیت معنایی» افعال، صفت‌ها و اسامی را توصیف می‌کنند. قاب‌های حالت در معرض محدودیت‌هایی هستند، مثلاً یک محدودیت آن است که یک حالت عمیق تنها یک بار در هر جمله می‌تواند رخ بدهد. بعضی از حالت‌ها اجباری و بقیه اختیاری هستند. حالت‌های اجباری نمی‌توانند حذف گردند، در غیر این صورت خطر آن وجود دارد که جمله‌های غیر دستوری ساخته شود. برای مثال، «مریم سیب‌ها را تحویل داد(Mary gave the apples)» از نظر این نظریه غیر دستوری است.

یک فرضیه بنیادی در دستور زبان حالت آن است که توابع دستوری، (مثل فاعل یا مفعول)، توسط «ظرفیت معنایی عمیق» فعل تعیین می‌شوند، که همبستگی نحوی‌اش را در این «رده‌های دستوری» به صورت فاعل و مفعول، و همبستگی دستوری اش را در «حالت‌های دستوری» به صورت حالت نهادی و حالت مفعولی نشان می‌دهد. فیلمور (۱۹۶۸) این سلسله مراتب را برای یک «قاعده انتخاب فاعل جهانی» ارائه داد:
کنشگر <وسیله <هدف
این سلسله مراتب به آن معنا است که اگر قاب حالت یک فعل شامل یک کنشگر باشد، این موضوع به صورت فاعل یک جمله فعال شناسایی می‌شود؛ در غیر اینصورت، یک حالت عمیق، پس از کنشگر در سلسله مراتب بالا، (یعنی ابزار) به فاعل ارتقا می‌یابند.
تأثیر دستور زبان حالتی روی زبان‌شناسی معاصر قابل توجه بوده‌است، تا آنجا که خیلی از نظریه‌های زبانی به نحوی از «نقش‌های عمیق» استفاده کرده‌اند، مثل ساختار موضوعی که در نظریه حاکمیت و مرجع‌گزینی استفاده می‌شود. دستور حالت همچنین روی «بازنمود دانش مبتنی بر قاب»، در تحقیقات هوش مصنوعی، تأثیر گذار بوده‌است.
در طی دهه‌های ۱۹۷۰ و ۱۹۸۰، چارلز جی فیلمور نظریهٔ اصلی‌اش را به آنچه که در نهایت «معناشناسی قاب» نامیده شد، به روز رسانی کرد. والتر ای. کوک اس‌جی، که یک پروفسور زبان‌شناسی در دانشگاه جرج‌تاون می‌باشد، یکی از نظریه پردازان درجه اول در دستور حالت، پس از کارهای اصلی فیلمور است. کوک بیشتر تحقیقات علمی اش از دهه ۱۹۷۰ تا دهه ۱۹۹۰ را به توسعه بیشتر دستور زبان حالت، به عنوان یک وسیله برای تحلیل زبان، روش‌شناسی آموزش زبان، و دیگر کاربردها اختصاص داد. ایشان، نویسنده چندین متن اصلی و نیز مقاله‌های زیادی در دستور زبان حالت است. کوک چندین پایان‌نامه دکتری (مونسکی ۱۹۷۸ را ببینید) را راهنمایی کرده‌است، که در آنها از دستور زبان حالت، در زمینه‌های مختلف در پژوهش‌های زبانی نظری و عملی، استفاده شده‌است.